# Robert Herzl
Robert Herzl (* 30. August 1940 in Graz; † 25. November 2014 in Wien) war ein österreichischer Musiktheater-Regisseur und Operndirektor.

## Leben und Wirken
Nach seiner Matura studierte Herzl zunächst in Wien an der Hochschule für Welthandel und wurde 1969 zum Doktor der Handelswissenschaften promoviert.
Außerdem belegte er ein Studium der Regie und Schauspiel am Max-Reinhardt-Seminar und ließ sich am Konservatorium der Stadt Wien auch als Sänger ausbilden.
1969 bis 1972 war Herzl an das Stadttheater St. Gallen engagiert. Im Anschluss wechselte er an die Volksoper Wien, in der er ab 1972 auch zum Leiter des Betriebsbüros und Oberspielleiter und 1993 zum Stellvertretenden Direktor ernannt wurde. Von 1996 bis 1999 war er weiterhin Mitglied der Direktion, seit 1998 dann auch als Ehrenmitglied. In dieser Zeit erarbeitete er über 35 neue Inszenierungen an der Volksoper (unter anderem: Ein Walzertraum, Der Vogelhändler, Der Fremdenführer, Gasparone, Die Ungarische Hochzeit, Die schöne Galathée, Die Csárdásfürstin, Hello Dolly, Der Opernball, Hoffmanns Erzählungen, Der Mantel, Gianni Schicchi, Robert Stolz-Servus Du, Die lustigen Weiber von Windsor, Don Pasquale und My Fair Lady).
Herzl galt als Spezialist der Operette und inszenierte zahlreiche Theaterproduktionen in Österreich und halb Europa, zwischen 1977 und 1988 allein acht Mal bei den Seefestspielen Mörbisch, deren künstlerischer Leiter er von 1984 bis 1989 war. Als seine umfänglichste Freiluftregie war die 2012 bei den Opernfestspielen St. Margarethen produzierte Carmen zu sehen.
Im Jänner 2005 wurde Robert Herzl als Künstlerischer Direktor an das Stadttheater in Baden bei Wien berufen, eine Position, die er bis zum Ablauf der Saison 2013/14 wahrnahm und die am 15. Februar 2014 mit Robert Stolz’ Operette Zwei Herzen im Dreivierteltakt als Herzls letzter Premiere in Baden endete.
Robert Herzl starb am 25. November 2014 in Wien; am 17. Dezember 2014 wurde er auf dem Döblinger Friedhof zur letzten Ruhe bestattet (Gruppe 4, Nummer 18C).

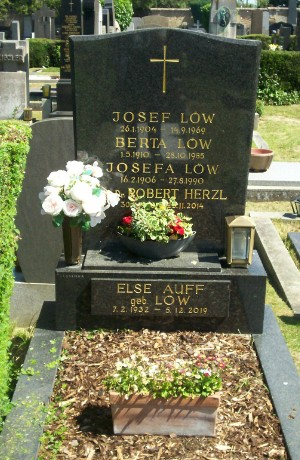
Grabstätte Robert Herzl

## Auszeichnungen, Ehrungen, Preise
- 1985: Österreichisches Ehrenkreuz für Wissenschaft und Kunst I. Klasse[5]
- 1986: Großes Ehrenzeichen des Landes Burgenland
- 1992: Berufstitel Professor
- 1993: Silbernes Ehrenzeichen für Verdienste um das Land Wien[1]
- 1997: Ehrenmitglied der Volksoper Wien[3]
- 2014: In Baden bei Wien prähume Umbenennung des Arenaplatzes in Robert-Herzl-Platz[6]